# Повний контакт (фільм, 2015)
«Повний контакт» (англ. Full Contact) — нідерландсько-хорватський драматичний фільм-трилер, знятий Девідом Вербеєком. Світова прем'єра стрічки відбулась 15 вересня 2015 року на міжнародному кінофестивалі в Торонто. Фільм розповідає про чоловіка, який шукає нову мету в житті після того, як він помилково розбомбив школу за допомогою дрона.

## У ролях
- Грегуар Колен — Іван
- Ліззі Брошере — Сінді
- Сліман Дазі — Аль-Заїм

## Визнання
| Нагороди та номінації фільму «Повний контакт» | Нагороди та номінації фільму «Повний контакт» | Нагороди та номінації фільму «Повний контакт»     | Нагороди та номінації фільму «Повний контакт» | Нагороди та номінації фільму «Повний контакт» | Нагороди та номінації фільму «Повний контакт» |
| Рік                                           | Кінопремія / Кінофестиваль                    | Категорія / Нагорода                              | Номінант                                      | Результат                                     |                                               |
| --------------------------------------------- | --------------------------------------------- | ------------------------------------------------- | --------------------------------------------- | --------------------------------------------- | --------------------------------------------- |
| 2015                                          | Чиказький міжнародний кінофестиваль           | «Золотий Г'юго» за найкращий фільм                | «Повний контакт»                              | Номінація                                     |                                               |
| 2015                                          | Чиказький міжнародний кінофестиваль           | «Срібний Г'юго» за найкращу жіночу роль           | Ліззі Брошере                                 | Перемога                                      |                                               |
| 2015                                          | Чиказький міжнародний кінофестиваль           | «Срібна пластина» за найкращу операторську роботу | Франк ван ден Еєден                           | Перемога                                      |                                               |
| 2015                                          | Міжнародний кінофестиваль у Торонто           | Приз Платформи                                    | «Повний контакт»                              | Номінація                                     |                                               |
| 2015                                          | Токійський міжнародний кінофестиваль          | Гран-прі «Токійська сакура»                       | «Повний контакт»                              | Номінація                                     |                                               |